# Duliskovics János
Duliskovics János (Tarfalu, 1815. november 14. – Szentmiklós, 1883. március 5.) görögkatolikus lelkész.

## Élete
Atyja pap volt; a gymnasiumot 1825-ben kezdte Ungvárt és ott végezte; a bölcseletet és hittudományokat Ungvárt hallgatta; 1841-ben fölszenteltetett és mint helyettes lelkész 1848 végéig Szkotárszkán Bereg megyében működött; azontúl 1850-ig Felsővereckén, 1860-ig Alsóvereckén és végre Szentmiklóson volt lelkész. Szabad idejét tudományos művek olvasásával és történelmi adatok gyűjtésével töltötte el.

## Munkái
Istoričeskija čertyi ugroruszkych. Ungvár, 1874–77. Három kötet. (A magyar-oroszok története.)
Cikkei: Egy pár szó Szigethről Máramarosban (Századunk 1838. 69. sz.) Az oláhok ismertetése (Tudom. Gyűjtemény 1840. V.), Máramaros vármegye részletes rövid ismertetése (ugyanott, 1841. X.)